# Jessie Cave
Jessica "Jessie" Alice Cave Lloyd (Londres, 5 de maio de 1987) é uma atriz britânica nascida na Inglaterra.

## Biografia
Jessie nasceu no oeste de Londres, e é a segunda filha mais velha de cinco irmãos. O pai de Jessie trabalha como clínico geral. E o avô dela foi o secretário-chefe de Hong Kong, Charles Haddon-Philip Cave. É ex nadadora, e ex jogadora de tênis nacional. Ela estudou Ilustração e Animação na Kingston University. Ela trabalhou em Londres como assistente de palco, antes de seguir a carreira de atuação.

## Carreira
Jessie fez sua estreia na boate azul e também em Summerhill, que foi ao ar na CBBC no início de 2008. Em 2007 ela venceu mais de 7.000 garotas para interpretar Lilá Brown em Harry Potter and the Half-Blood Prince. Jessie também teve um pequeno papel no filme Inkheart. Ela é fundadora do pindippy.com, um site sobre criações e vídeos curtos estrelado por ela, e algumas vezes por outras garotas que participaram de Harry Potter, como Katie Leung e Scarlett Byrne.
A sua colega de elenco na série Potter, Emma Watson, a descreveu como “muito doce e perfeita” para o papel de Lilá, enquanto Rupert Grint disse que ela era “muito legal”.
Ela é boa em diferentes estilos de dança (Balé, Jazz, e “tap”) e também é numa diversidade de sotaques dialéticos (formal, londrino, Essex, Irlanda do Norte, americano, americano sulista e australiano).

## Filmografia
| Ano  | Título                                       | Papel             |
| ---- | -------------------------------------------- | ----------------- |
| 2007 | Cranford                                     | Aldeã             |
| 2008 | Summerhill                                   | Stella            |
| 2008 | Inkheart                                     | Ninfa             |
| 2009 | Harry Potter e o Enigma do Príncipe          | Lilá Brown        |
| 2009 | Arcadia                                      | Thomasina Coverly |
| 2010 | The Science of Cool                          | Desconhecido      |
| 2011 | Harry Potter e as Relíquias da Morte parte 2 | Lilá Brown        |